# David Tetteh
David Bruce Tetteh (10 agosto 1985) è un ex calciatore ghanese naturalizzato kirghiso, di ruolo centrocampista.

## Palmarès

### Club

#### Competizioni nazionali
- Campionato di calcio del Tagikistan: 2

Regar-TadAZ Tursunzoda: 2006, 2008
- Coppa del Tagikistan: 1

Regar-TadAZ Tursunzoda: 2006

#### Competizioni internazionali
- Coppa del Presidente dell'AFC: 1

Regar-TadAZ Tursunzoda: 2008